# دوموسنوواس
دوموسنوواس (به ایتالیایی: Domusnovas) یک کومونه در ایتالیا است که در استان کاربونیا-ایگلسیاس واقع شده‌است.

## خصوصیات
دوموسنوواس ۸۰٫۵ کیلومترمربع مساحت و ۶٬۴۸۹ نفر جمعیت دارد و ۱۵۲ متر بالاتر از سطح دریا واقع شده‌است.